# Matos Costa
Matos Costa é um município brasileiro do estado de Santa Catarina. Localiza-se a uma latitude 26º28'23" sul e a uma longitude 51º08'54" oeste, estando a uma altitude de 1.220 metros. Sua população estimada em 2010 era de 2.839 habitantes, conforme Censo IBGE 2010. Possui uma área de 371,81 km².
Nasceu com o nome de São João dos Pobres, cresceu a partir de 1910 com a chegada da Estrada de Ferro São Paulo-Rio Grande, cuja Estação Ferroviária local, São João, foi destruída por incêndio durante a Guerra do Contestado. O nome atual (dado à estação em 1938) é uma referência ao capitão João Teixeira de Matos Costa, trucidado na repressão aos rebeldes que abraçaram a causa do Contestado.